# Сугров (зупинний пункт)
Зупинний пункт Сугров — не діюча станом на 2024 рік пасажирська платформа в 4 км від села Сугрово Льговського району Курської області, перегін Локинська — Льгов.
Зупинний пункт Сугров було запроєктовано ще в 1916 році, однак його відкрили як пасажирський роздільний пункт роз'їзд 7-ї версти в 1926 році. Свою назву роз'їзд отримав від найближчого села Сугрове (в минулому — Сугров), що на березі річки Сейм. Пасажирські поїзди зупинялися по Сугрову до 1996 року, приміські поїзди — до 2013 року.